# Tonwertspreizung
Unter Tonwertspreizung versteht man in der Fotografie die Skalierung des Kontrastumfangs. Dabei werden die Eigenschaften einer Helligkeitsverteilung auf eine größere Skala übertragen.

Das linke Foto umfasst ca. 200 Helligkeitsabstufungen. Die Helligkeitsverteilungen innerhalb dieser 200 Stufen wurden im rechten Bild auf 256 Abstufungen skaliert (= "gespreizt"). Dieser Vorgang nennt sich Tonwertspreizung.

Das Gegenteil einer Tonwertspreizung ist die Tonwertreduktion.

## Prinzip

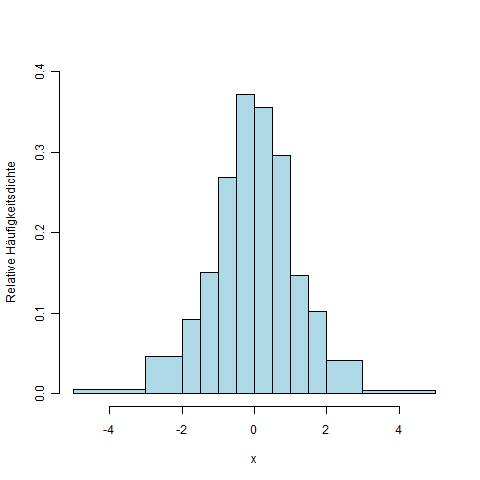
Beispiel für ein Histogramm
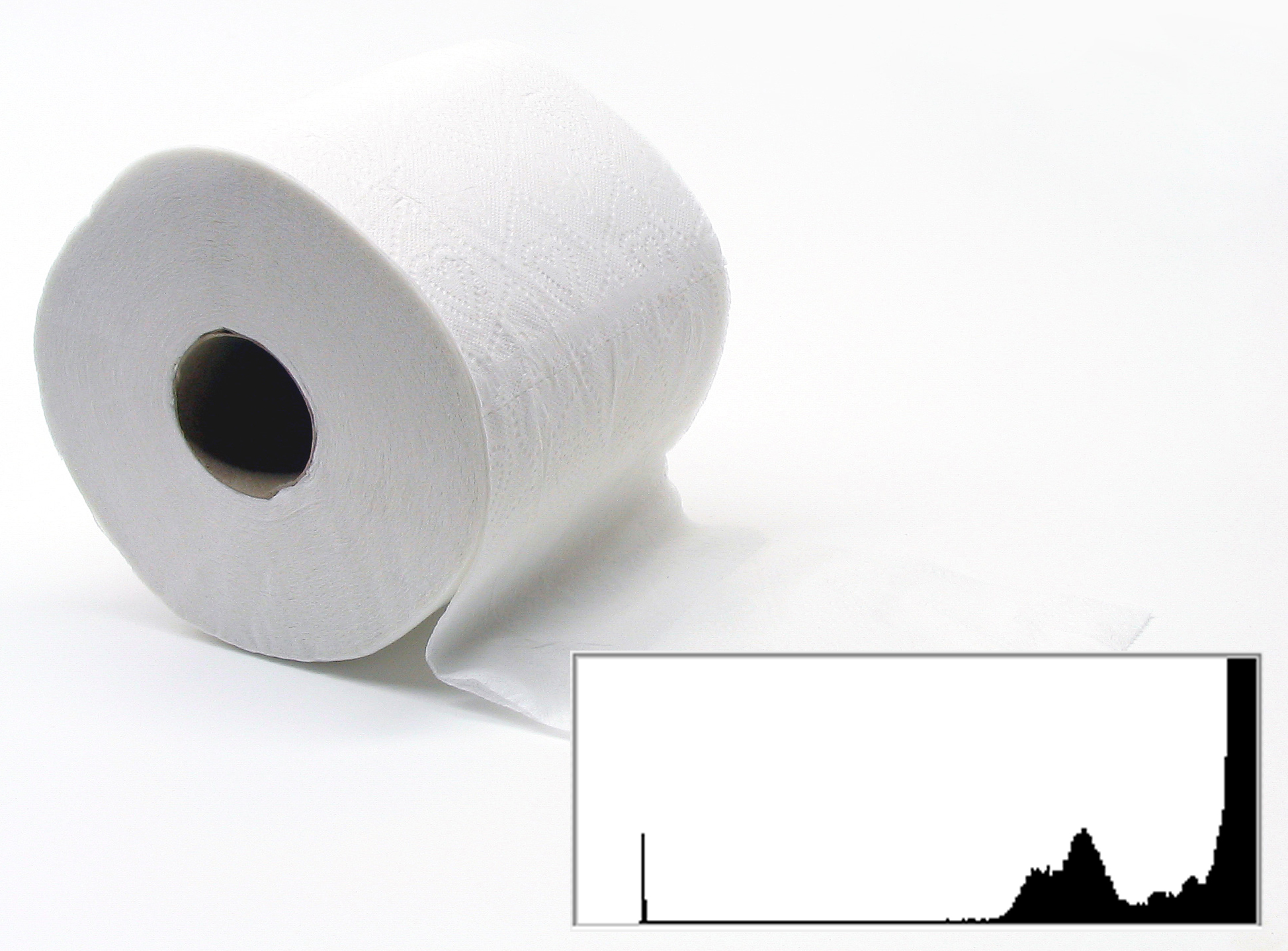
Foto mit sehr hellen Tonwerten (Histogramm rechts unten).
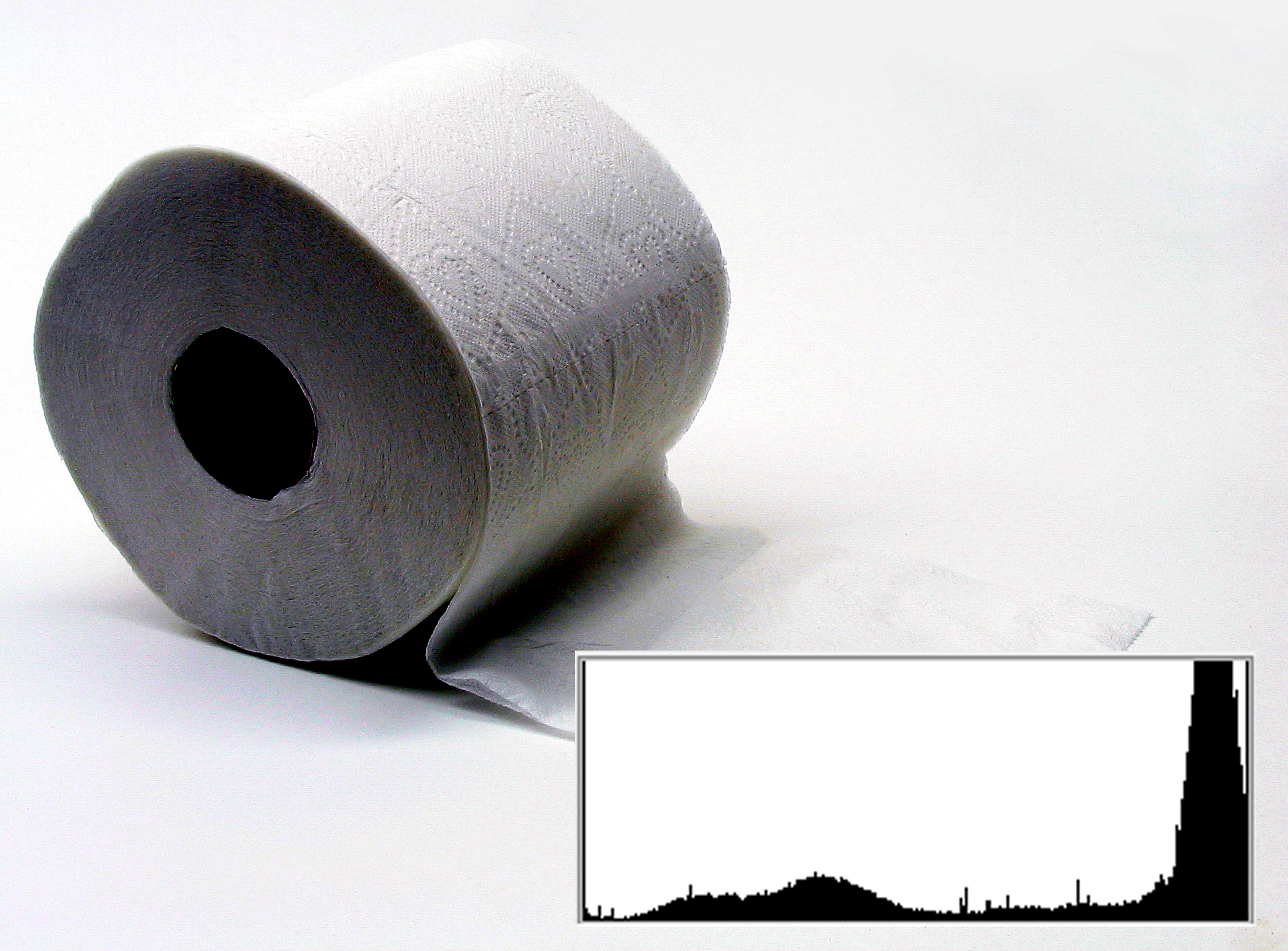
… und nach der Tonwertspreizung (Histogramm rechts unten).

Jeder Helligkeitswert eines digitalen Bildes wird auf einer bestimmten Skala gespeichert. Beispielsweise besitzt das durchschnittliche Bild einer Digitalkamera eine Skala von 8 bit pro Farbkanal – das entspricht 256 Helligkeitsabstufungen (pro Farbkanal). Jeder Helligkeitswert muss also auf einer dieser 256 Helligkeitsstufen gespeichert werden – Zwischenstufen sind nicht möglich.
Die Summe aller Helligkeitswerte eines Bildes können in einem Histogramm dargestellt werden. In der Regel wird horizontal das Spektrum aller Helligkeitswerte angezeigt, während vertikal die Häufigkeit dieser Werte dargestellt werden.
In der oben gezeigten Original-Bildvorlage (Mitte) wird das Tonwertspektrum (mit 256 Helligkeitsabstufungen) nur ungefähr zur Hälfte ausgenutzt (ein typisches High Key - Foto).
Mit Hilfe einer geeigneten (Bildbearbeitungs-) Software kann diese Helligkeitsverteilung gespreizt werden. Die originale Helligkeitsverteilung umfasst ein Spektrum von ungefähr 100 Abstufungen, durch die Spreizung wird diese Helligkeitsverteilung auf ein Spektrum von 256 Abstufungen übertragen (Foto rechts). Dabei entsteht ein neuer Helligkeitseindruck des Bildes.
Durch eine Tonwertspreizung wird immer der Kontrastumfang eines Fotos vergrößert. Dabei entsteht ein höherer Schärfeeindruck – die tatsächliche Schärfe des Bildes verringert sich (durch Interpolationsverluste).
In der klassischen Fotobearbeitung (im Fotolabor) kann eine Tonwertspreizung durch die Verwendung geeigneter Techniken erreicht werden. Exemplarisch lassen sich nennen:
1. Die Reproduktion auf geeignetem Fotomaterial. Beispiel: Dokumentenfilm
2. Die Verwendung entsprechender Chemikalien. Beispiel: ein Negativ kann durch Nachbehandlung in geeigneten Bäderansätzen verstärkt werden. Dabei wird das in unterbelichteten Bildpartien rudimentär vorhandene Silberkorn (bzw. latente Silberkeime) nachträglich geschwärzt und vergrößert (durch Anlagerung diverser Metallionen, je nach Verstärkerbad-Ansatz).
3. Die gezielte Nachbelichtung (bzw. Abwedlung). Beispiel: die automatische Bildoptimierung von Negativabzügen in Großlaboren.

## Anwendung
Tonwertspreizungen dienen ausschließlich der Erhöhung des Schärfeeindrucks. Durch den Schärfeverlust muss die Anwendung dieses Verfahrens mit Bedacht gewählt werden.
Die Tonwertreduktion (das Gegenteil der Tonwertspreizung) wird in der klassischen Fotografie als Abschwächen bezeichnet (beispielsweise mit Farmerschen Abschwächern). Dadurch lassen sich Bilder in ihrem Kontrastumfang verringern. Das ist notwendig, wenn der große Tonwertumfang eines bestimmten Mediums gar nicht wiedergegeben werden kann. Typisch dafür ist die Vergrößerung eines Dias auf Fotopapier. Dias haben einen deutlich höheren Kontrastumfang als Fotos (Dia: bis 1:1000; Fotos: max. 1:40).